# Jane Phillips-Gay
Jane Phillips-Gay (née le 2 novembre 1913 et morte le 21 février 1994 à Georgetown) est une syndicaliste, religieuse et féministe guyanienne. Elle est l'une des premières femmes élues au parlement de Guyane britannique.

## Biographie
Jane Henrietta Phillips naît le 2 novembre 1913 à Georgetown, fille de James Adolphus Phillips. Elle fréquente l'école primaire Saint Ambroise, l'école catholique romaine Brickdam puis l'école anglicane Christ Church, où elle obtient une bourse en 1925 qui lui permet de continuer son éducation. Elle intègre alors Collegiate High School, dont elle obtient sa certification Junior Cambridge en 1929.
La même année, elle prononce son premier sermon à l'église saint-Stéphane. Elle commence à prêcher régulièrement et se prépare à ouvrir sa propre église. Elle est ordonnée dans la foi baptiste à la Barbade en 1933. Elle intègre l'African Development Association, une association guyanienne créée en 1938 pour soutenir les personnes afro-guyaniennes.
En 1942, elle épouse Ivan Gay et prend le nom de Jane Phillips-Gay.
Dans les années 1930 et 1940, on compte plusieurs fusillades sur les plantations de canne à sucre de la Guyane britannique, en rapport avec des tentatives d'obtenir des meilleures conditions de travail. Un incident similaire à la plantation Emerald dans les années 1940 pousse Phillips-Gay à contacter Joseph Lachmansingh, qui deviendra plus tard le dirigeant de la Guyana Agricultural and General Workers' Union. Lachmansingh vient analyser les sources des tensions et invite Phillips-Gay à l'accompagner à quelques réunions sur place. Elle commence alors à l'assister bénévolement,, visitant les plantations de canne à sucre de la colonie pour y recenser les plaintes et blessures des travailleurs.
Quand la Women's Political and Economic Organization (WPEO) est créée en 1946, Phillips-Gay s'y engage presque immédiatement. Le groupe cherche à obtenir une parité économique, civique et politique pour les femmes. Elle intègre le Parti populaire progressiste l'année suivante, à sa création.
En 1948, Phillips-Gay devient la secrétaire générale assistante de la Guyana Agricultural and General Workers' Union et elle participe à la grève d'Enmore, lors de laquelle cinq travailleurs sont tués par balles et 12 blessés par la police coloniale britannique,. L'année suivante, elle devient secrétaire générale de l'organisation,.
En 1953, elle fait partie du groupe de femmes du PPP, qui crée la Women’s Progressive Organisation (WPO). La même année, elle se présente aux élections générales guyaniennes de 1953 pour la région de Demerara-Mahaica, et elle remporte un siège avec 63 % des votes grâce à un soutien important des travailleurs des plantations de canne à sucre,. Les personnes qui ont voté pour elle sont majoritairement indo-guyaniennes (en), le vote afro-guyanien allant plutôt à son adversaire Chandra Persaud. C'est la première élection où les femmes ont le droit de voter au Guyana, et trois femmes sont élues au parlement : Phillips-Gay, Janet Jagan et Jessica Burnham (en).
En 1955, le PPP se sépare et Phillips-Gay rejoint la faction de Forbes Burnham, qui devient le Congrès national du peuple. Elle perd les élections de 1957, 1961 et 1964,. En 1957, elle fonde le groupe des femmes du Congrès national du peuple, dont elle reste la dirigeante pendant les dix-neuf années suivantes,.
Phillips-Gay continue son travail social auprès des enfants et des personnes âgées, tout en soutenant encore les travailleurs des plantations et les chômeurs. En 1970, elle participe à la fondation de l'association des femmes caribéennes (CARIWA),. Elle reçoit l'ordre du service du Guyana en 1975.
Phillips-Gay meurt le 21 février 1994 à Georgetown.